# Klasea
Klasea Cass., 1825 è un genere di piante angiosperme dicotiledoni della famiglia delle Asteraceae.

## Descrizione

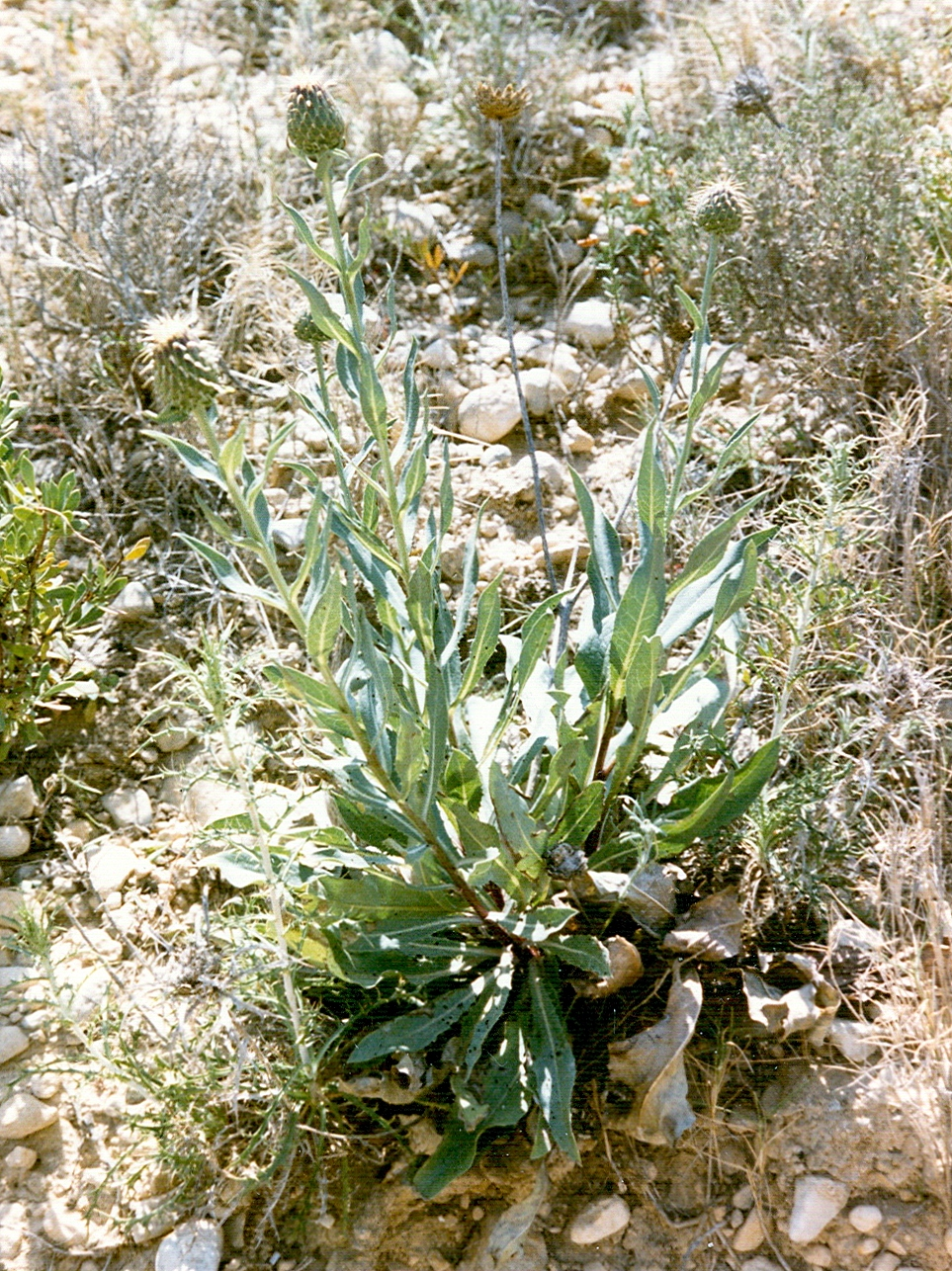
Il portamento
Klasea flavescens

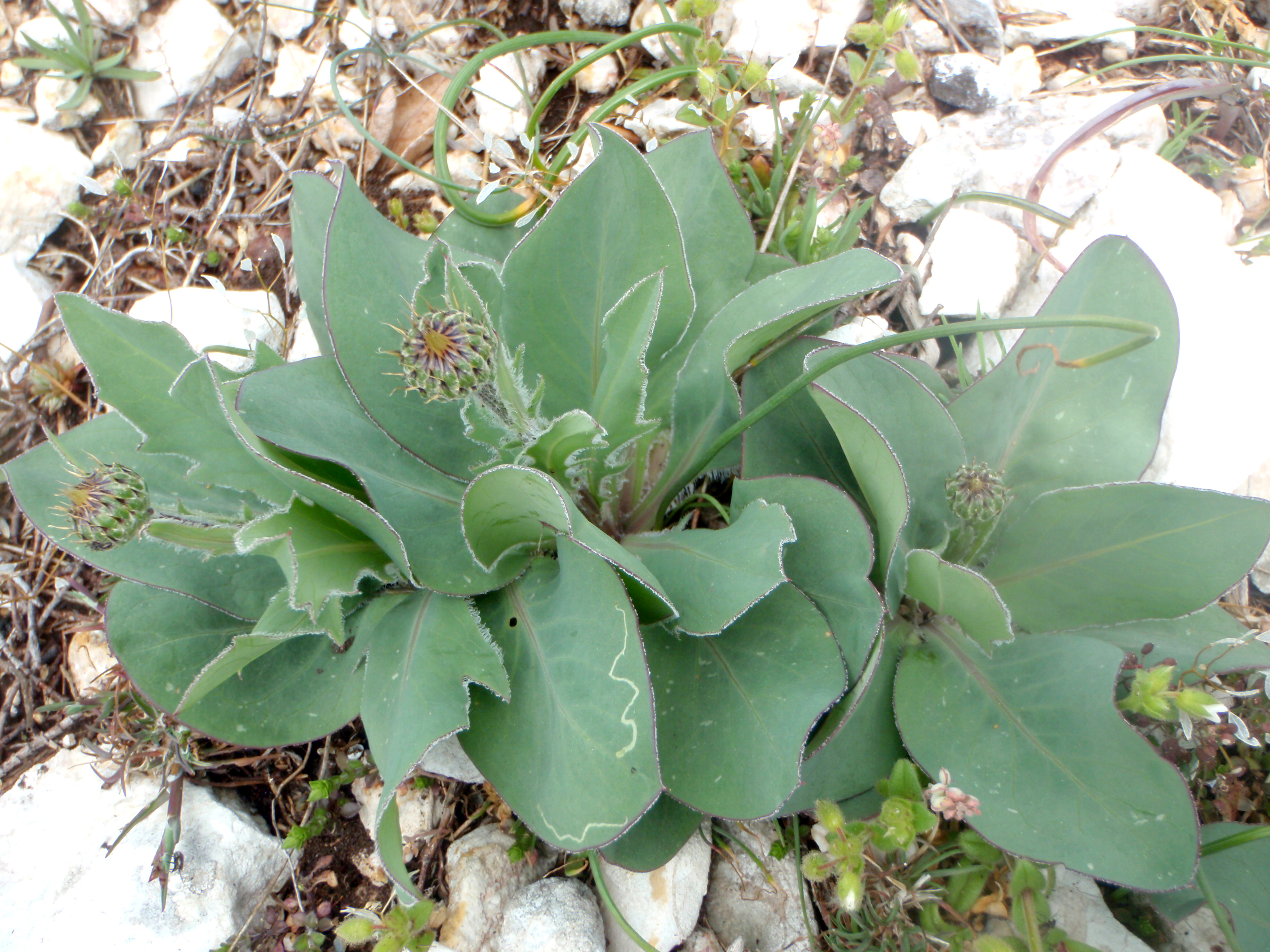
Le foglie
Klasea nudicaulis

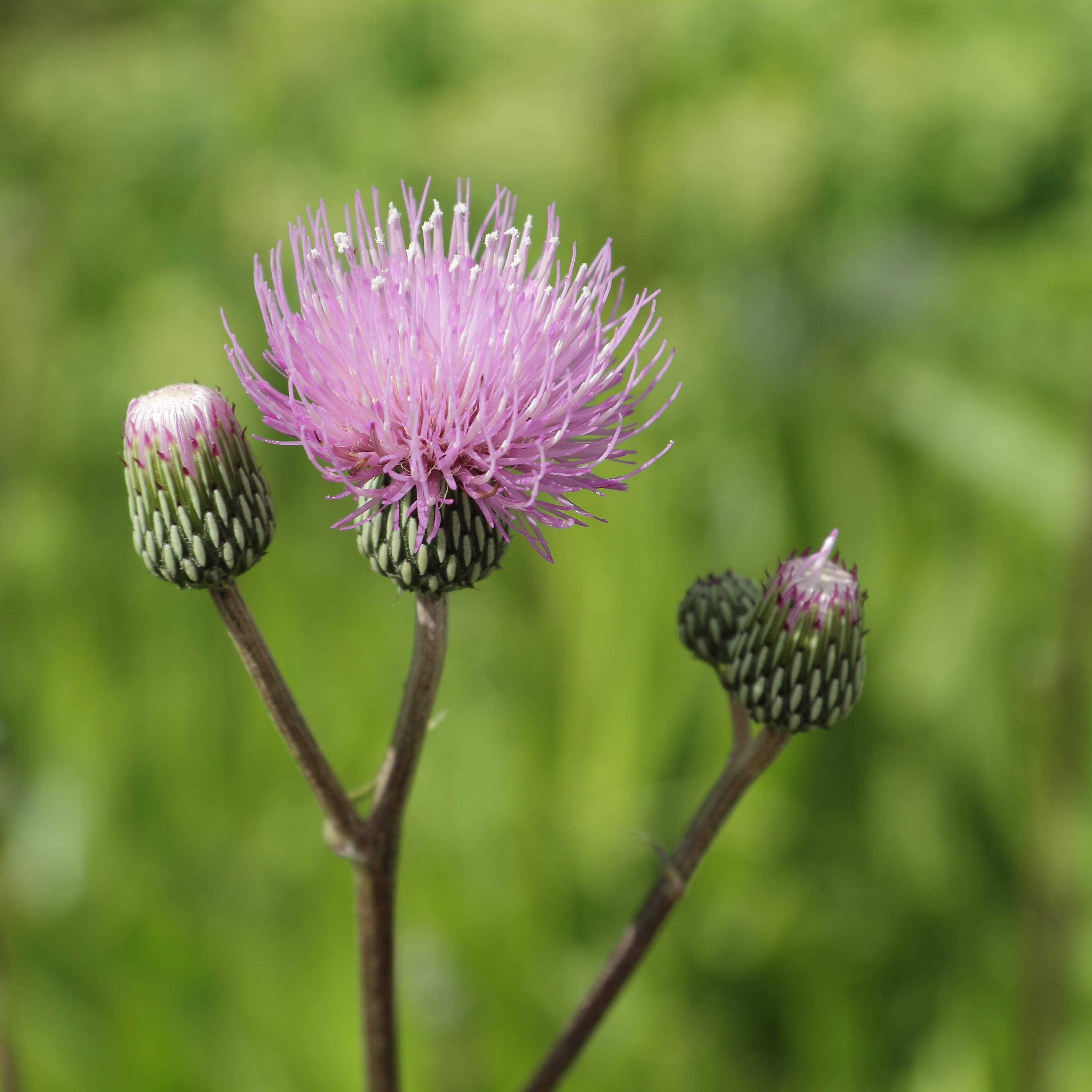
Infiorescenza
Klasea pinnatifida

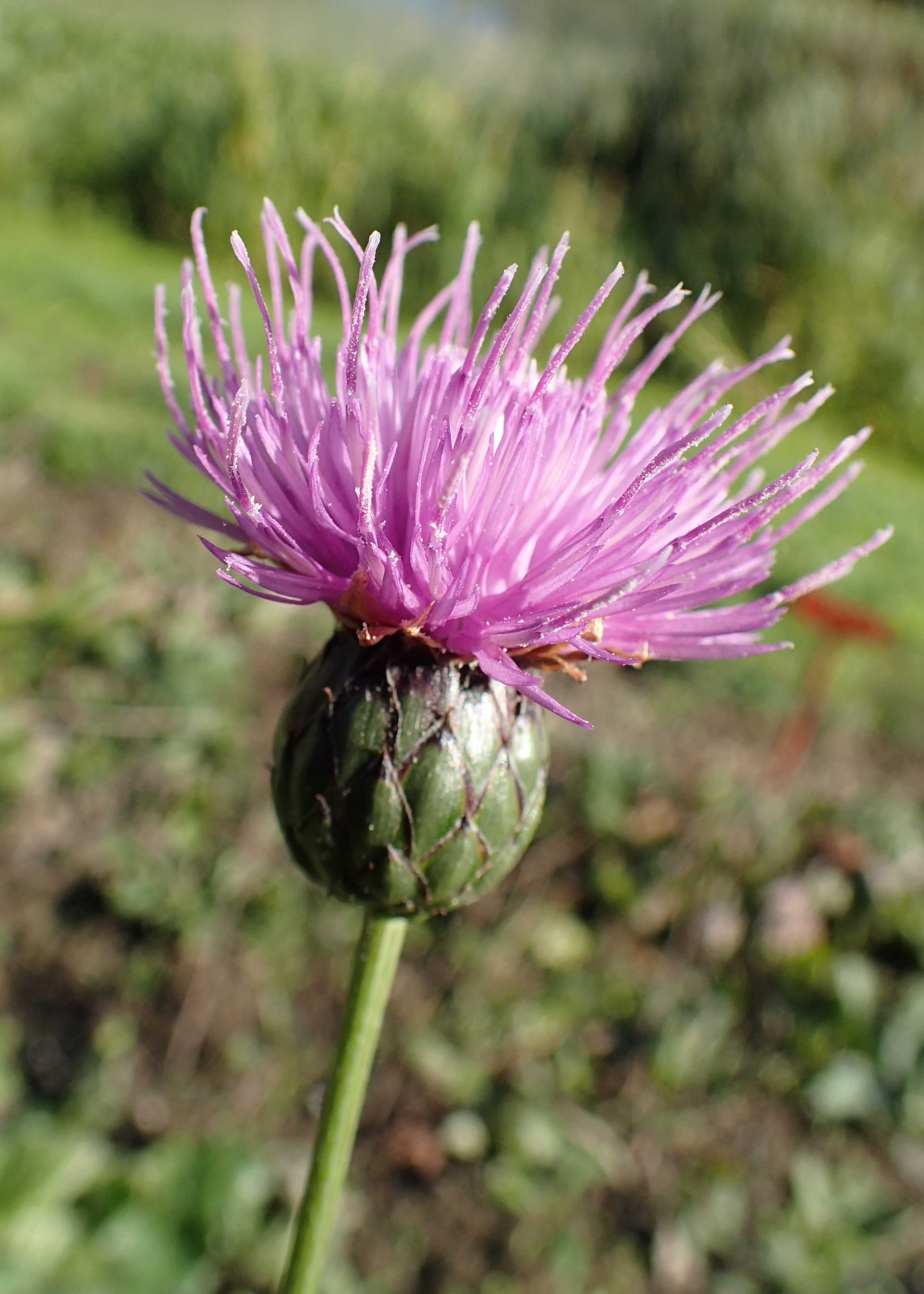
I fiori
Klasea lycopifolia

Le specie di questo genere sono piante erbacee perenni o arbustive prive di spine.
Le foglie lungo il caule sono disposte in modo alterno, hanno una lamina intera o seghettata, talvolta pennatifida (o pennatolobate). La consistenza può eseere sia rigida che molle.
Le infiorescenze si compongono di capolini omogami (molto raramente eterogami). I capolini, da uno a molti (raggruppati a pannocchia - raramente formano corimbi), sono formati da un involucro a forma globosa, ovoidale o emisferico (simile ad una ciotola) composto da brattee (o squame) all'interno del quale un ricettacolo fa da base ai fiori tutti tubulosi. Le brattee dell'involucro, disposte su più serie in modo embricato, sono simili alle foglie rigide e venate; le appendici delle brattee sono da acute a acuminate spesso con spine apicali, talvolta riflesse, raramente mutiche. Le serie più interne hanno brattee più lunghe, papilloso-puberolenti all'apice. Talvolta le appendici si sviluppano in ampie scaglie. Il ricettacolo normalmente è sericeo.
I fiori sono tutti del tipo tubuloso. I fiori sono tetra-ciclici (ossia sono presenti 4 verticilli: calice – corolla – androceo – gineceo) e pentameri (ogni verticillo ha 5 elementi). I fiori in genere sono ermafroditi e actinomorfi.
- Formula fiorale:

- /x K {\displaystyle \infty }, [C (5), A (5)], G 2 (infero), achenio

- Calice: i sepali del calice sono ridotti ad una coroncina di squame.
- Corolla: la corolla in genere è colorata dal viola al rosa, o di biancastro o di giallo. I lobi sono stretti. Il tubo è lungo 1/3  - 1/2 della corolla.
- Androceo: gli stami sono 5 con filamenti liberi, glabri e papillosi, mentre le antere sono saldate in un manicotto (o tubo) circondante lo stilo.[9]
- Gineceo: lo stilo è filiforme; gli stigmi (lunghi 1 – 3 mm) dello stilo sono due divergenti. L'ovario è infero uniloculare formato da 2 carpelli.

Il frutto è un achenio con pappo. Gli acheni, con forme lineari-oblunghe e normalmente rigati o costati, sono glabri e rugosi tra le coste. Il pericarpo dell'achenio è sclerificato; alla sommità l'achenio è provvisto di una piastra dritta. Il pappo (persistente) è inserito in un anello parenchimatico sulla piastra apicale e in genere è formato da due anelli si setole barbate (o barbato-piumose); l'anello interno è rialzato. Il colore del pappo varia da biancastro a bruno-giallastro. Non è presente l'elaisoma. L'ilo è basale.

## Biologia
- Impollinazione: l'impollinazione avviene tramite insetti (impollinazione entomogama).
- Riproduzione: la fecondazione avviene fondamentalmente tramite l'impollinazione dei fiori (vedi sopra).
- Dispersione: i semi cadendo a terra (dopo essere stati trasportati per alcuni metri dal vento per merito del pappo – disseminazione anemocora) sono successivamente dispersi soprattutto da insetti tipo formiche (disseminazione mirmecoria).

## Distribuzione
Le specie di questo genere si trovano in Eurasia.

## Tassonomia
La famiglia di appartenenza di questa voce (Asteraceae o Compositae, nomen conservandum) probabilmente originaria del Sud America, è la più numerosa del mondo vegetale, comprende oltre 23.000 specie distribuite su 1.535 generi, oppure 22.750 specie e 1.530 generi secondo altre fonti (una delle checklist più aggiornata elenca fino a 1.679 generi). La famiglia attualmente (2021) è divisa in 16 sottofamiglie.
La tribù Cardueae a sua volta è suddivisa in 12 sottotribù (la sottotribù Centaureinae è una di queste).

### Filogenesi
La classificazione della sottotribù rimane ancora problematica e piena di incertezze. Questo genere appartiene al gruppo informale Serratula Group (o anche "Klasea Group") composto dai generi Klasea Cass e Serratula L. Il gruppo, nell'ambito della sottotribù Centaureinae e da un punto di vista filogenetico, si trova più o meno in una posizione centrale vicino al gruppo informale Rhaponticum Group.
Klasea è simile al genere Serratula, ma differisce per l'infiorescenza formata da capolini solitari su lunghi peduncoli e per i fiori tutti ermafroditi.
Il numero cromosomico delle specie di questo genere è: 2n = 30.

### Elenco delle specie
Il genere comprende le seguenti 55 specie:
- Klasea algarbiensis (Cantó) Cantó
- Klasea aphyllopoda  (Iljin) Holub
- Klasea aznavouriana  (Bornm.) Greuter & Wagenitz
- Klasea boetica  (Boiss. ex DC.) Holub
- Klasea × bogdensis  L.Martins
- Klasea bornmuelleri  (Azn.) Greuter & Wagenitz
- Klasea bulgarica  (Acht. & Stoj.) Holub
- Klasea calcarea  (Mozaff.) Ranjbar & Negaresh
- Klasea cardunculus  (Pall.) Holub
- Klasea centauroides  (L.) Cass. ex Kitag.
- Klasea cerinthifolia  (Sm.) Greuter & Wagenitz
- Klasea chartacea  (C.Winkl.) L.Martins
- Klasea coriacea  (Fisch. & C.A.Mey. ex DC.) Holub
- Klasea cretica  (Turrill) Holub
- Klasea dissecta  (Ledeb.) L.Martins
- Klasea erucifolia  (L.) Greuter & Wagenitz
- Klasea flavescens  (L.) Holub
- Klasea gracillima  (Rech.f.) L.Martins
- Klasea grandifolia  (P.H.Davis) Greuter & Wagenitz
- Klasea hakkiarica  (P.H.Davis) Greuter & Wagenitz
- Klasea hastifolia  (Korovin & Kult. ex Iljin) L.Martins
- Klasea haussknechtii  (Boiss.) Holub
- Klasea integrifolia  (Vahl) Greuter
- Klasea khorasanica  Ranjbar, Negaresh & Joharchi
- Klasea khuzistanica  (Mozaff.) Mozaff. ex Hidalgo
- Klasea kotschyi  (Boiss.) Greuter & Wagenitz
- Klasea kurdica  (Post) Greuter & Wagenitz
- Klasea lasiocephala  (Bornm.) Greuter & Wagenitz
- Klasea latifolia  (Boiss.) L.Martins
- Klasea legionensis  (Lacaita) Holub
- Klasea leptoclada  (Bornm. & Sint.) L.Martins
- Klasea litwinowii  (Iljin) Ranjbar & Negaresh
- Klasea lycopifolia  (Vill.) Á.Löve & D.Löve
- Klasea lyratifolia  (Schrenk) L.Martins
- Klasea marginata  (Tausch) Kitag.
- Klasea melanocheila  (Boiss. & Hausskn.) Holub
- Klasea moreana  Greuter
- Klasea mouterdei (Arènes) Greuter & Wagenitz
- Klasea nana  Ranjbar & Negaresh
- Klasea nudicaulis  (L.) Fourr.
- Klasea oligocephala  (DC.) Greuter & Wagenitz
- Klasea pallida  (DC.) Holub
- Klasea paradoxa  (Mozaff.) Ranjbar & Negaresh
- Klasea pinnatifida  (Cav.) Talavera
- Klasea procumbens  (Regel) Holub
- Klasea pusilla  (Labill.) Greuter & Wagenitz
- Klasea quinquefolia  (Willd.) Greuter & Wagenitz
- Klasea radiata  (Waldst. & Kit.) Á.Löve & D.Löve
- Klasea sanandajensis  Ranjbar & Negaresh
- Klasea serratuloides  (Fisch. & C.A.Mey. ex DC.) Greuter & Wagenitz
- Klasea sogdiana  (Bunge) L.Martins
- Klasea suffruticulosa  (Schrenk) L.Martins
- Klasea suffulta  (Rech.f.) L.Martins
- Klasea turkica  Yild.
- Klasea viciifolia  (Boiss. & Hausskn.) L.Martins
- Klasea yunus-emrei  B.Dogan, Ocak & A.Duran

### Specie della flora spontanea italiana
Nella flora spontanea italiana del gruppo di questa voce sono presenti 4 specie:
- le brattee esterne dell'involucro hanno una spina apicale lunga 4 - 8 mm;

- Klasea flavescens (L.) Holub - Cerretta spinulosa: l'altezza massima della pianta è di 2 - 6 dm; il ciclo biologico è perenne; la forma biologica è emicriptofita scaposa (H scap); il tipo corologico è "Sud Ovest Mediterraneo"; l'habitat tipico sono le boscaglie, i cedui e i pascoli; in Italia è una specie rara e si trova al Centro e al Sud fino ad una quota di 800 m s.l.m..

- le brattee esterne dell'involucro hanno una spina apicale minore di 3 mm (oppure è nulla);

- Klasea radiata  (Waldst. & Kit.) Á.Löve & D.Löve: la lamina delle foglie basali è pennatifida. L'altezza massima della pianta è di 2 - 6 dm; il ciclo biologico è perenne; la forma biologica è emicriptofita scaposa (H scap); il tipo corologico è "Sud Siberiano / Sud Est Europeo (Steppico)"; l'habitat tipico sono i prati montani; in Italia è una specie molto rara e si trova (forse) nei Friuli fino ad una quota compresa tra 300 e 600 m s.l.m..
- Klasea nudicaulis  (L.) Fourr. - Cerretta maggiore: il contorno della lamina delle foglie basali è dentata o intera; la spina apicale delle brattee dell'involucro è ripiegata all'infuori. L'altezza massima della pianta è di 3 - 5 dm; il ciclo biologico è perenne; la forma biologica è emicriptofita scaposa (H scap); il tipo corologico è "Orofita - Sud Ovest Europeo"; l'habitat tipico sono i prati aridi e le rupi calcaree; in Italia è una specie rara e si trova al Nord e al Centro fino ad una quota compresa tra 1.200 e 2.200 m s.l.m..
- Klasea lycopifolia  Á.Löve & D.Löve: il contorno della lamina delle foglie basali è dentata o intera; la spina apicale delle brattee dell'involucro è diritta. L'altezza massima della pianta è di 2 - 6 dm; il ciclo biologico è perenne; la forma biologica è emicriptofita scaposa (H scap); il tipo corologico è "Sud Est Europeo (Pontico)"; l'habitat tipico sono i prati montani su calcare; in Italia è una specie molto rara e si trova con discontinuità al Nord e Centro ad una quota compresa tra 500 e 1.800 m s.l.m..

### Sinonimi
Sono elencati alcuni sinonimi per questo genere:
- Microlophopsis Czerep.
- Nikitinia  Iljin
- Schumeria  Iljin